# Karl Henrik Boheman

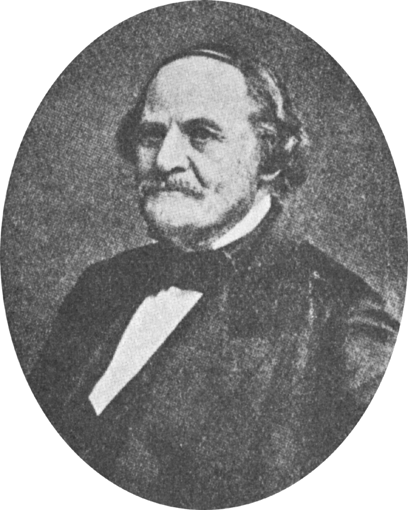
Boheman

Carl Henrik Boheman (Jönköping, 10 de julho de 1796 – Estocolmo, 2 de novembro]] de 1868) foi um entomólogo sueco.
Foi especialista em coleópteros, em particular dos Chrysomelidae e da ordem Rhynchophora. Colaborou com Carl Johann Schoenherr (1772-1848) na sua obra sobre a família Curculionidae.

## Trabalhos
- Insecta Caffrariae annis 1838-1845 a J.A. Wahlberg collecta. Coleoptera. Holmiae : Fritze & Norstedt Vol. 1 8 + 625 pp.(1851).